# Besed'
Il Besed' (in russo Беседь?; in bielorusso: Бе́седзь), è un fiume della Russia europea e della Bielorussia, affluente di sinistra del Sož. Scorre nell'ordine: nell'oblast' di Smolensk (Russia), nella regione di Mahilëŭ (Bielorussia), nell'oblast' di Brjansk (Russia) e nella regione di Homel' (Bielorussia).

## Descrizione
Il fiume nasce nella parte meridionale della regione di Smolensk, poi entra nella regione di Mahilëŭ, in Bielorussia, attraversa il villaggio di Chotimsk e passa alcuni chilometri a sud della città di Kascjukovičy. Successivamente attraversa la parte occidentale della regione di Brjansk e il villaggio di Krasnaja Gora, per poi scorrere nuovamente attraverso la Bielorussia (regione di Homel'). Ha una lunghezza di 261 km, l'area del suo bacino è di 5 600 km². Sfocia nel Sož a 147 km dalla foce. La direzione generale della corrente è da nord-est a sud-ovest.
Il canale del Besed' è tortuoso e ramificato, la larghezza nel tratto superiore è di 15–20 m, nel tratto inferiore è di 30–40 m, la larghezza massima è di 120 m. Il fiume è navigabile nel corso inferiore (98 km dalla foce). Gela da dicembre a marzo. La portata media dell'acqua alla foce è di 28,4 m³/s.